# Interimskabinett Karzai
Das Interminskabinett Karzai, auch bekannt als die afghanische Interimsbehörde, war die erste Regierung Afghanistans nach dem Sturz des Taliban-Regimes und die höchste Autorität des Landes vom 22. Dezember 2001 bis zur Vereidigung des Übergangskabinetts Karzai am 24. Juni 2002.

## Hintergrund
Nach den Anschlägen vom 11. September starteten die Vereinigten Staaten im Rahmen ihres sogenannten Kriegs gegen den Terror die Operation Enduring Freedom. Ziel war es, das Taliban-Regime in Afghanistan zu stürzen. Unmittelbar nach Beginn der US-geführten Invasion organisierten die Vereinten Nationen eine internationale Konferenz in Bonn. Ziel dieser Konferenz war es, in Zusammenarbeit mit führenden afghanischen Anti-Taliban-Akteuren, die Grundlagen für die Wiederherstellung eines afghanischen Staates und die Einrichtung einer Übergangsregierung zu schaffen.
Das Ergebnis dieser Verhandlungen war die sogenannte Bonner Vereinbarung, das die Schaffung einer afghanischen Interimsbehörde vorsah. Diese Behörde sollte am 22. Dezember 2001 offiziell die Macht übernehmen und drei Hauptorgane umfassen: eine Interimsverwaltung, ein Oberstes Gericht und eine Sonderkommission zur Einberufung einer „Not-Loja-Dschirga“. Diese Versammlung sollte innerhalb von sechs Monaten nach Einrichtung der Interimsbehörde stattfinden und eine Übergangsregierung einsetzen, die die Interimsbehörde ersetzen würde.
Die wichtigste Institution dieser Interimsbehörde war die Interimsverwaltung, die aus einem Vorsitzenden, fünf stellvertretenden Vorsitzenden und 24 weiteren Mitgliedern bestehen sollte. Jedes dieser Mitglieder sollte die Leitung eines Ministeriums übernehmen. Im Rahmen der Bonner Vereinbarungen wurde zudem beschlossen, dass Hamid Karzai die Funktion des Vorsitzenden der Interimsverwaltung übernehmen würde.
Nach Abschluss der Loja Dschirga 2002 wurde die Interimsverwaltung durch eine Übergangsverwaltung abgelöst.

## Interimskabinett
| Amt/Ministerium                | Amt/Ministerium                | Bild  | Amtsträger/Minister                                     | Information                                                                  | Information                                                                               | Information |
| Amt/Ministerium                | Amt/Ministerium                | Bild  | Amtsträger/Minister                                     | Partei/Allianz                                                               | Abstammung                                                                                | Studium/Dienst |
| Ämter                          | Ämter                          | Ämter | Ämter                                                   | Ämter                                                                        | Ämter                                                                                     | Ämter |
| ------------------------------ | ------------------------------ | ----- | ------------------------------------------------------- | ---------------------------------------------------------------------------- | ----------------------------------------------------------------------------------------- | --- |
| Vorsitzender                   | Vorsitzender                   |       | Hamid Karzai                                            | Royalist                                                                     | Paschtune (Kandahar)                                                                      | Politik (Master, Indien) |
| Vizevorsitzender               | Vizevorsitzender               |       | Mohammed Fahim                                          | Nordallianz Dschamiat-i Islāmi (alliiert)                                    | Tadschike (Pandschschir)                                                                  | – |
| Vizevorsitzender               | Vizevorsitzender               |       | Hedayat Amin Arsala                                     | Royalist Mahāz-e Millī-ye Islāmi                                             | Paschtune (Kabul)                                                                         | Wirtschaft (Doktor, USA) |
| Vizevorsitzender               | Vizevorsitzender               |       | Mohammed Mohaqiq                                        | Nordallianz Hezb-e Wahdat                                                    | Hazara (Balkh)                                                                            | Islam (Bachelor, Iran) |
| Vizevorsitzender               | Vizevorsitzender               |       | Mohammad Shakir Kargar                                  | Nordallianz                                                                  | Usbeke (Faryab)                                                                           | Jura (Bachelor, Afghanistan) Geschichte (Master, Sowjetunion) Philosophie (Doktor, Russland)                                 |
| Vizevorsitzende                | Vizevorsitzende                |       | Sima Samar                                              | Royalistin                                                                   | Hazara (Ghazni)                                                                           | Medizin (Bachelor, Afghanistan)                                                                                              |
| Ministerien                    |                                |       |                                                         |                                                                              |                                                                                           | |
| Verteidigung                   | Verteidigung                   |       | Mohammed Fahim                                          | Nordallianz Dschamiat-i Islāmi (alliiert)                                    | Tadschike (Pandschschir)                                                                  | – |
| Auswärtiges                    | Auswärtiges                    |       | Abdullah Abdullah                                       | Nordallianz Dschamiat-i Islāmi (alliiert)                                    | Tadschike (Pandschschir)                                                                  | Augenmedizin (Bachelor, Afghanistan)                                                                                         |
| Inneres                        | Inneres                        |       | Yunus Qanuni                                            | Nordallianz Dschamiat-i Islāmi                                               | Tadschike (Pandschschir)                                                                  | – |
| Finanzen                       | Finanzen                       |       | Hedayat Amin Arsala                                     | Royalist Mahāz-e Millī-ye Islāmi                                             | Paschtune (Kabul)                                                                         | Wirtschaft (Doktor, USA) |
| Kultur und Information         | Kultur und Information         |       | Sayed Makhdoom Raheen                                   | Royalist Dschamiat-i Islāmi (alliiert)                                       | sunnitischer Sayyid (Kabul)                                                               | Persische Literatur (Master und Doktor, Iran)                                                                                |
| Justiz                         | Justiz                         |       | Abdul Rahim Karimi                                      | Nordallianz (alliiert)                                                       | Usbeke                                                                                    | unbekannt |
| Bildung                        | Bildung                        |       | Rasul Amin                                              | Royalist                                                                     | Paschtune (Kunar)                                                                         | Politik (Bachelor und Master, Pakistan) Soziologie und Anglistik (Master, Pakistan)                                          |
| Landwirtschaft                 | Landwirtschaft                 |       | Sayed Hussein Anwari                                    | Nordallianz Harākat-e Islāmī                                                 | schiitischer Sayyid (Parwan)                                                              | Lehramt (Afghanistan) |
| Bewässerung                    | Bewässerung                    |       | Mangal Hussain                                          | Peschawar-Gruppe Hizb-i Islāmī Hekmatyār                                     | Paschtune                                                                                 | unbekannt |
| Handel                         | Handel                         |       | Sayed Mustafa Kazemi                                    | Nordallianz Hezb-e Wahdat                                                    | schiitischer Sayyid (Parwan)                                                              | – |
| Bergbau und Industrie          | Bergbau und Industrie          |       | Mohammed Alim Razm                                      | Nordallianz                                                                  | Usbeke                                                                                    | unbekannt |
| Kleinindustrie                 | Kleinindustrie                 |       | Mohammad Arif Noorzai                                   | Nordallianz                                                                  | Paschtune (Kandahar)                                                                      | – (Studium der Landwirtschaft in Afghanistan aufgrund der sowjetischen Invasion abgebrochen)                                 |
| Höhere Bildung                 | Höhere Bildung                 |       | Sharif Fayez                                            | Nordallianz                                                                  | Tadschike (Herat)                                                                         | Amerikanische Literatur (Doktor, USA)                                                                                        |
| Gesundheit                     | Gesundheit                     |       | Suhaila Siddiq                                          | –                                                                            | Paschtunin (Kabul)                                                                        | Dagar Jenral (Generalleutnantin in der afghanischen Armee) Medizin (Doktor, Sowjetunion)                                     |
| Grenzangelegenheiten           | Grenzangelegenheiten           |       | Amanullah Khan Zadran                                   | Royalist (alliiert)                                                          | Paschtune (Paktia)                                                                        | – |
| Energie und Wasser             | Energie und Wasser             |       | Mohammad Shakir Kargar                                  | Nordallianz                                                                  | Usbeke (Faryab)                                                                           | Jura (Bachelor, Afghanistan) Geschichte (Master, Sowjetunion) Philosophie (Doktor, Russland)                                 |
| Haddsch und Moschee            | Haddsch und Moschee            |       | Hanif Balkhi                                            | –                                                                            | Schiite                                                                                   | unbekannt |
| Kommunikation                  | Kommunikation                  |       | Abdul Rahim Sayed Jan                                   | Nordallianz Dschamiat-i Islāmi                                               | Tadschike (Badachschan)                                                                   | Bauingenieurwesen (Bachelor, Afghanistan)                                                                                    |
| Transport                      | Transport                      |       | Sultan Hamid Sultan                                     | Nordallianz                                                                  | Hazara (Kabul)                                                                            | unbekannt |
| Zivile Luftfahrt und Tourismus | Zivile Luftfahrt und Tourismus |       | Abdul Rahman 22. Dezember 2001 bis 14. Februar 2002 (†) | Nordallianz                                                                  | Nuristani oder Tadschike                                                                  | unbekannt |
| Flüchtlinge                    | Flüchtlinge                    |       | Enayatullah Nazari                                      | Nordallianz (alliiert) Dschamiat-i Islāmi (alliiert)                         | Tadschike (Parwan)                                                                        | Politik und Jura (Afghanistan)                                                                                               |
| Ländliche Entwicklung          | Ländliche Entwicklung          |       | Abdul Malik Hamwar                                      | Nordallianz                                                                  | Tadschike (Kapisa)                                                                        | unbekannt |
| Arbeit und Soziales            | Arbeit und Soziales            |       | Mirwais Sadik                                           | Nordallianz Dschamiat-i Islāmi (alliiert)                                    | Tadschike (Herat)                                                                         | – |
| Märtyrer und Behinderte        | Märtyrer und Behinderte        |       | Abdullah Wardak                                         | Nordallianz (alliiert) Tanzīm-e Da'wat-e Islāmī (alliiert)                   | Paschtune (Wardak)                                                                        | – |
| Frauen                         | Frauen                         |       | Sima Samar                                              | Royalistin                                                                   | Hazara (Ghazni)                                                                           | Medizin (Bachelor, Afghanistan)                                                                                              |
| Städtische Entwicklung         | Städtische Entwicklung         |       | Haji Abdul Qadeer                                       | Nordallianz Hezb-i Islami Khālis                                             | Paschtune (Nangarhar)                                                                     | – |
| Öffentliche Arbeiten           | Öffentliche Arbeiten           |       | Abdul Khalig Fazal                                      | Royalist                                                                     | Paschtune                                                                                 | unbekannt |
| Planung                        | Planung                        |       | Mohammed Mohaqiq                                        | Nordallianz Hezb-e Wahdat                                                    | Hazara (Balkh)                                                                            | Islam (Bachelor, Iran) |
| Wiederaufbau                   | Wiederaufbau                   |       | Mohammad Amin Farhang                                   | Royalist                                                                     | Tadschike (Kabul)                                                                         | Volkswirtschaftslehre (Bachelor, Afghanistan; Master und Doktor, Deutschland)                                                |
| Gesamt                         |                                |       |                                                         |                                                                              |                                                                                           | |
|                                |                                |       |                                                         | Nordallianz (62,9 %)Royalisten (28,6 %)keine (5,7 %)Peschawar-Gruppe (2,8 %) | Tadschiken 1 (34,3 %)Paschtunen (31,4 %)Hazara 2 (20,0 %)Usbeken (11,4 %)Schiiten (2,9 %) | Afghanistan: 8/30 Westliche Welt: 3 3/30 Iran: 3/30 Sowjetunion/Russland: 2/30 Pakistan: 1/30 Indien: 1/30 Sonstige: 4 16/30 |

## Geschichte

### Verhandlungen in Bonn
An der Bonner Konferenz nahmen neben elf Mitgliedern der Vereinten Nationen vier Delegationen teil, die verschiedene Anti-Taliban-Fraktionen repräsentierten: 26 Mitglieder der Islamischen Vereinigten Front (im Westen besser bekannt als Nordallianz), 19 der sogenannten Rom-Gruppe (Royalisten, die dem ehemaligen König Mohammed Zahir Schah treu waren), zehn der sogenannten Zypern-Gruppe (Exil-Afghanen mit Verbindungen zum Iran und ablehnender Haltung zum afghanischen Königshaus), sowie sieben der sogenannten Peschawar-Gruppe (überwiegend königsnahe paschtunische Exilanten in Pakistan) bestand. Während der Konferenz kontrollierte die Nordallianz etwa die Hälfte des afghanischen Territoriums, einschließlich der Hauptstadt Kabul. Burhanuddin Rabbani, ein prominentes Mitglied der Nordallianz, hatte den Präsidentenpalast in Kabul übernommen und bestand darauf, dass jegliche Verhandlungen über die Zukunft Afghanistans innerhalb des Landes stattfinden sollten.
Die Wahl der Führung der Interimsregierung war ein zentraler Streitpunkt. Rabbani war gegen die Festlegung von Namen für die Regierung während der Konferenz. Allerdings entschieden sich die Vertreter der Nordallianz, angeführt von dem jungen Führer Yunus Qanuni, nach erheblichem Druck seitens der USA und Russlands, die Verhandlungen ohne Rabbani fortzusetzen.
Zu Beginn der Konferenz schien der ehemalige König Zahir Schah breite Unterstützung zu genießen. Doch die Nordallianz lehnte diesen Vorschlag ab. In den letzten Tagen der Konferenz kristallisierten sich zwei Kandidaten für die Leitung der Interimsregierung heraus: Hamid Karzai, ein Paschtune, der von den USA gestützt wurde, und Abdul Satar Sirat, ein Usbeke oder Tadschike und Qanunis Schwager, der von der Rom-Gruppe vorgeschlagen wurde. Schließlich einigten sich die Teilnehmer darauf, Karzai die Leitung der Interimsverwaltung zu übertragen.

### Bildung des Kabinetts

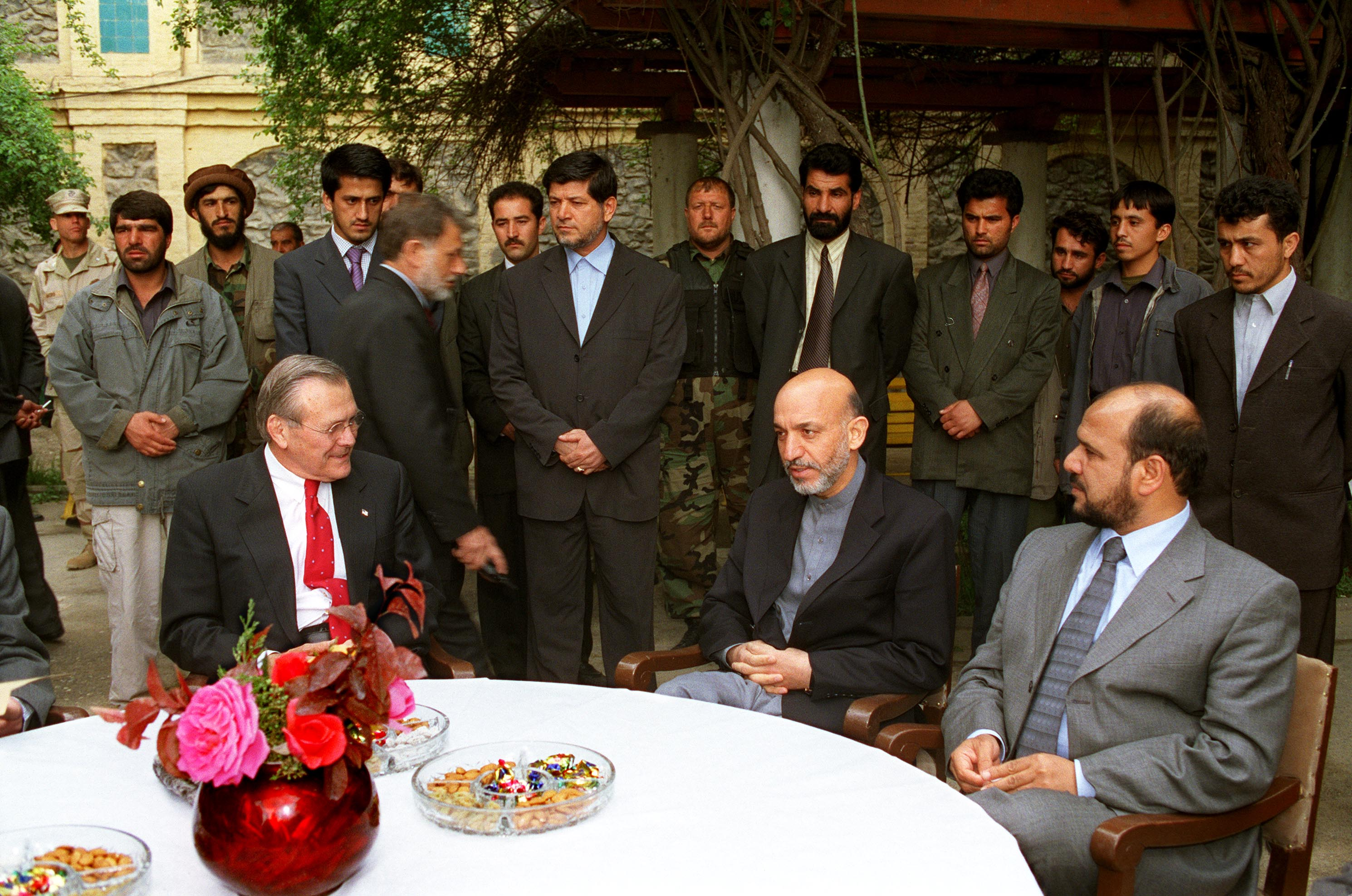
Karzai, Fahim und Donald H. Rumsfeld (April 2002)

Nachdem Karzai als Vorsitzender der Interimsverwaltung gewählt worden war, bildete er ein Kabinett mit 30 Mitgliedern. Etwa die Hälfte der Kabinettspositionen gingen an die Nordallianz, während die Rom-Gruppe acht Positionen besetzte. Diese umfassten auch Warlords, die über private Milizen verfügten. Zu den bekanntesten Mitgliedern der Interimsverwaltung gehörte die sogenannte Pandschschir-Troika, bestehend aus Yunus Qanuni, Mohammad Fahim und Abdullah Abdullah, drei Tadschiken aus Pandschschir und führenden Persönlichkeiten der Nordallianz. Afghanistan war seit den frühen 1990er Jahren in einen Zustand schwerer Fragmentierung und Fraktionierung geraten. Karzai versuchte, das Land zu einen, indem er alle vier bedeutenden ethnischen Gruppen im Kabinett repräsentierte. Die Einbeziehung unterschiedlicher Warlords in das Kabinett und ihre Ernennung zu hohen Provinzpositionen stieß in Afghanistan hauptsächlich auf negative Reaktionen. Viele betrachteten es als einen Versuch Karzais, nach dem Sturz der Taliban alle wichtigen Akteure in den Wiederaufbau Afghanistans einzubeziehen, um zukünftige Konflikte zu vermeiden.
Während der Amtszeit der Interimsverwaltung kam es zu Auseinandersetzungen zwischen verschiedenen Warlords, insbesondere zu ethnischen Konflikten zwischen den Anhängern von Abdul Raschid Dostum und Atta Mohammad Noor im Norden Afghanistans. Dieser Streit setzte sich bis etwa 2003 fort. Zusätzlich gab es militärische Auseinandersetzungen zwischen den Milizen von Pacha Khan Zadran und seinen Rivalen, einschließlich Taj Mohammad Wardak, in den Provinzen Paktia und Khost. Trotz der Präsenz der Interimsregierung in Kabul hatten die dort eingesetzten Warlords nicht immer die Kontrolle über die Regionen, in denen Kämpfe stattfanden. Die militärischen Spannungen zwischen den verschiedenen Fraktionen behinderten die Bemühungen der zentralen Regierung, eine stabile Herrschaft im ganzen Land zu etablieren.